# داني باترسون
داني باترسون (بالإنجليزية: Danny Patterson)‏ هو لاعب كرة قاعدة أمريكي، ولد في 17 فبراير 1971 في سان غابريل في الولايات المتحدة.

## وصلات خارجية
- داني باترسون على موقعبيزبول رفرنس.كوم (الدوري الرئيسي) (الإنجليزية)